# Pilosa
Pilosa je skupina chudozubých savců, která obsahuje lenochody (Folivora) a mravenečníky (Vermilingua). Žijí ve Střední a Jižní Americe.
Ve starší literatuře je možno najít jméno Pilosa jako synonymum pro lenochody.
Nejbližší příbuzní skupiny Pilosa jsou pásovci (Cingulata).